# Traficul de persoane în România
România este o țară de origine, tranzit și destinație pentru bărbați, femei și copii supuși traficului de persoane, în special în condiții de muncă forțată, precum și femei și copii exploatați sexual prin prostituție forțată.
O parte a minorității etnice rome (cu origini istorice în India) din România sunt supuși muncii forțate și cerșetoriei forțate de către bande de romi sau chiar de către membrii propriei familii. Aceștia sunt forțați să cerșească în țări precum Spania, Italia, Cehia, Grecia, Finlanda, Portugalia, Germania, Regatul Unit, Irlanda, Cipru și Franța.
Femeile și copiii români sunt victime ale prostituției forțate în Italia, Spania, Țările de Jos, Regatul Unit, Irlanda, Grecia, Germania, Cipru, Austria și Franța. Persoane sunt traficate și în interiorul țării pentru exploatare sexuală comercială și muncă forțată, inclusiv cerșetorie și furturi mărunte.
Între 2016 și 2019, România a identificat 2.613 victime ale traficului de persoane (aproximativ 18 pe săptămână); 75% erau femei, iar 50% erau copii.
În 2021, Indexul Criminalității Organizate a indicat că România era una dintre cele mai afectate cinci țări din UE în ceea ce privește traficul de persoane, în special persoane provenind din Pakistan și Filipine.
În decembrie 2022, România a ratificat Protocolul ONU privind traficul de persoane din anul 2000 (Protocolul TIP).
Biroul pentru Monitorizarea și Combaterea Traficului de Persoane din Statele Unite ale Americii clasifică România ca o țară de pe lista de supraveghere de nivel 2.

## Situația în anii 2010
În 2009, majoritatea victimelor traficului identificate în România erau victime ale muncii forțate. România era și o țară de destinație pentru un număr redus de femei din Republica Moldova, Columbia și Franța care au fost forțate să se prostitueze. Majoritatea victimelor identificate din România erau victime ale muncii forțate, inclusiv ale cerșetoriei forțate.
Guvernul României nu respecta în totalitate standardele minime pentru eradicarea traficului, dar începuse să depună eforturi semnificative în acest sens. Deși peste jumătate din victimele identificate în 2009 erau exploatate prin muncă forțată, autoritățile nu au raportat eforturi clare pentru a combate acest tip de trafic. De exemplu, autoritățile nu au separat statisticile privind traficul pentru muncă de cele privind traficul sexual și, prin urmare, nu au putut raporta câte anchete, procese sau condamnări priveau munca forțată sau câte victime de acest tip au fost sprijinite.
În martie 2009, guvernul a reorganizat Agenția Națională Împotriva Traficului de Persoane (ANITP), transformând-o dintr-o agenție națională independentă, cu autoritate de alocare de fonduri, într-o structură subordonată Poliției Naționale din cadrul Ministerului de Interne.
Un expert ONU în traficul de persoane (dr. Gilly McKenzie) a raportat că această reorganizare a avut un impact negativ major asupra asistenței acordate victimelor. Guvernul a colaborat mult mai puțin cu ONG-urile anti-trafic și nu a alocat fonduri pentru acestea. Drept urmare, aproape 30 de ONG-uri anti-trafic au fost nevoite fie să se închidă, fie să-și schimbe domeniul de activitate. Unele dintre aceste ONG-uri ofereau sprijin esențial victimelor, precum adăpost, consiliere psihologică, formare profesională și îngrijire post-traumă.
În 2009, autoritățile au investigat 759 de cazuri (inclusiv unele începute în 2008), comparativ cu 494 cazuri noi în 2008. Au fost trimise în judecată 303 persoane, comparativ cu 329 în 2008. Au fost condamnate 183 de persoane, în creștere față de 125 în 2008. Doar 72 dintre cei condamnați (39%) au primit pedepse cu executare. Unul a fost condamnat la până la 6 luni, 54 la pedepse între 5 și 10 ani, 6 la pedepse între 10 și 15 ani, iar un minor a primit o pedeapsă nedezvăluită. Restul de 111 condamnați nu au fost încarcerați.
Numărul victimelor care au primit ajutor finanțat de guvern a scăzut semnificativ pentru al doilea an consecutiv, iar numărul victimelor identificate a fost cu mult mai mic decât în anul precedent. Organizațiile internaționale au raportat că, după reorganizare, România nu mai avea o agenție națională capabilă să coordoneze eficient răspunsul statului în lupta împotriva traficului.

## Urmărirea penală
Deși România a făcut eforturi în aplicarea legii, nu a raportat date specifice despre investigații, procese sau condamnări în cazuri de trafic pentru muncă forțată. Din 1 februarie 2014, traficul de persoane este reglementat prin articolul 210 din Codul Penal.

## Protecția victimelor
Eforturile de protejare și asistență pentru victime s-au diminuat în 2009. Guvernul nu a oferit niciun sprijin financiar ONG-urilor anti-trafic. În 2009 au fost identificate 780 de victime, dintre care cel puțin 416 de muncă forțată și 320 de prostituție forțată, în scădere de la 1.240 în 2008. Dintre acestea, 176 erau copii.
Autoritățile nu au întreprins măsuri proactive pentru identificarea victimelor în medii vulnerabile, cum ar fi centrele de detenție pentru migranți. Guvernul nu a identificat nicio victimă străină în 2009. Deși existau 9 adăposturi guvernamentale pentru victime, acestea erau de calitate inegală, iar multe victime preferau cele ale ONG-urilor.
Guvernele locale erau responsabile cu sprijinul pentru victime, dar nu au primit nici fonduri, nici instruire, nici ghidaj din partea guvernului central. Capacitatea lor de intervenție era aproape inexistentă.
Aproximativ 365 de victime au primit sprijin din partea statului, comparativ cu 306 în 2008. Alte 32 de victime au fost asistate prin fonduri non-guvernamentale (234 în 2008).
Toate cele 780 de victime au fost îndrumate spre asistență, comparativ cu 540 în 2008. 158 de victime au depus mărturie în instanță, față de 1.053 în 2008. Deși legea permite victimelor străine o perioadă de reflecție de 90 de zile, niciuna nu a beneficiat de ea în practică. Nicio victimă străină nu a cerut permis de ședere temporară în 2009.
Deși, în general, victimele nu au fost sancționate pentru fapte comise ca urmare directă a traficului, unele judecătoare au manifestat lipsă de respect față de femeile victime ale traficului sexual, descurajându-le astfel să colaboreze cu autoritățile.

## Prevenire
România a continuat campaniile de conștientizare în perioada raportată. Guvernul a desfășurat o campanie publică numită „Omul cu două fețe”, privind traficul sexual, cu un public estimat la 620.000 de persoane, difuzată la TV, radio și prin postere în transportul public. De asemenea, a fost derulată o campanie în școli care a implicat 30.000 de elevi și 530 de profesori. Campania adresată clienților potențialelor victime ale prostituției și muncii forțate s-a încheiat în iunie 2009.